# 3. HNL – Jug 2019./20.
Ovaj članak je podtema članka: 3. HNL 2019./20.

Treću HNL – Jug u sezoni 2019./20. je činilo 16 klubova. Plasman u 2. HNL ostvaruje prvak lige, ili u nedostatku licence za prvaka drugoplasirana ili trećeplasirana momčad. 
 
Kao posljedica pandemije COVID-19 u svijetu i Hrvatskoj, u ožujku je došlo do prekida odigravanja nogometnih natjecanja u Hrvatskoj 
6. svibnja 2020. Hrvatski nogometni savez je donio odluku o konačnom prekidu natjecanja za 2. HNL i sve ostale niže lige, te se njihov trenutni poredak uzima kao konačan. Vodstvo 3. HNL – Jug je ranije donio odluku o završetku i prekidu lige.

 
 
U trenutku prekida vodeća momčad lige je bio "Junak" iz Sinja, te je proglašen prvakom. 

## Sudionici
| Klub                | Sjedište                | Županija               | Stadion                   | 2018./19.                        |
| ------------------- | ----------------------- | ---------------------- | ------------------------- | -------------------------------- |
| Zadar               | Zadar                   | Zadarska               | Stanovi                   | 8. (2. HNL)                      |
| Junak               | Sinj                    | Splitsko-dalmatinska   | Gradski stadion Sinj      | 1.                               |
| Primorac            | Biograd na Moru         | Zadarska               | Stadion Kazimir i Silvio  | 2.                               |
| Uskok               | Klis                    | Splitsko-dalmatinska   | Iza grada                 | 4.                               |
| Kamen               | Ivanbegovina, Podbablje | Splitsko-dalmatinska   | Igralište NK Kamen        | 5.                               |
| GOŠK Dubrovnik 1919 | Dubrovnik               | Dubrovačko-neretvanska | Lapad                     | 6.                               |
| Urania              | Baška Voda              | Splitsko-dalmatinska   | ŠC Ante Jurišić-Ako       | 7.                               |
| Neretva             | Metković                | Dubrovačko-neretvanska | Iza Vage                  | 8.                               |
| Jadran Luka Ploče   | Ploče                   | Dubrovačko-neretvanska | Gradski stadion Jadranovo | 9.                               |
| Hrvace              | Hrvace                  | Splitsko-dalmatinska   | Stadion Hrvace            | 10.                              |
| BŠK Zmaj            | Blato                   | Dubrovačko-neretvanska | Zlinje                    | 11.                              |
| Neretvanac          | Opuzen                  | Dubrovačko-neretvanska | Podvornica                | 12.                              |
| Split               | Split                   | Splitsko-dalmatinska   | Park Mladeži              | 13.                              |
| Zagora              | Unešić                  | Šibensko-kninska       | Borovište                 | 14.                              |
| Sloga               | Mravince, Solin         | Splitsko-dalmatinska   | Glavica                   | 1. (1. ŽNL Splitsko-dalmatinska) |
| Vodice              | Vodice                  | Šibensko-kninska       | Račice (SC Olimpija)      | 1. (ŽNL Šibensko-kninska)        |

## Sustav natjecanja
16 klubova igra dvokružnu ligu (30 kola). Zbog pandemije COVID-19 i prekida prvenstva, odigrano je 18 kola.

## Ljestvica
| mj. | klub.                    | ut. | pob. | ner. | por. | gol+ | gol- | bod | 2020./21.    |
| --- | ------------------------ | --- | ---- | ---- | ---- | ---- | ---- | --- | ------------ |
| 1.  | Junak Sinj               | 18  | 10   | 5    | 3    | 33   | 24   | 35  | 2. HNL       |
| 2.  | Split                    | 18  | 10   | 3    | 5    | 38   | 22   | 33  | 3. HNL – Jug |
| 3.  | Jadran Luka Ploče        | 18  | 8    | 5    | 5    | 27   | 18   | 29  | 3. HNL – Jug |
| 4.  | Hrvace                   | 18  | 8    | 5    | 5    | 33   | 30   | 29  | 3. HNL – Jug |
| 5.  | GOŠK – Dubrovnik 1919    | 18  | 8    | 5    | 5    | 24   | 23   | 29  | 3. HNL – Jug |
| 6.  | Zadar                    | 18  | 7    | 6    | 5    | 29   | 25   | 27  | 3. HNL – Jug |
| 7.  | Urania Baška Voda        | 18  | 8    | 3    | 7    | 28   | 27   | 27  | 3. HNL – Jug |
| 8.  | Sloga Mravince           | 18  | 8    | 3    | 7    | 28   | 28   | 27  | 3. HNL – Jug |
| 9.  | Kamen Ivanbegovina       | 18  | 7    | 5    | 6    | 32   | 31   | 26  | 3. HNL – Jug |
| 10. | Zagora Unešić            | 18  | 7    | 2    | 9    | 26   | 19   | 23  | 3. HNL – Jug |
| 11. | Uskok Klis               | 18  | 6    | 5    | 7    | 30   | 32   | 23  | 3. HNL – Jug |
| 12. | Neretvanac Opuzen        | 18  | 6    | 4    | 8    | 34   | 37   | 22  | 3. HNL – Jug |
| 13. | Primorac Biograd na Moru | 18  | 6    | 3    | 9    | 24   | 32   | 21  | 3. HNL – Jug |
| 14. | Vodice                   | 18  | 5    | 4    | 9    | 22   | 39   | 19  | 3. HNL – Jug |
| 15. | BŠK Zmaj Blato           | 18  | 5    | 3    | 10   | 25   | 37   | 18  | 3. HNL – Jug |
| 16. | Neretva Metković         | 18  | 2    | 5    | 11   | 22   | 31   | 11  | 3. HNL – Jug |

## Raspored i rezultati utakmica
Izvori:

 

Posljednje ažuriranje: 22. svibnja 2020. (do 18. kola, završno stanje)
| 1. kolo                       | 1. kolo |
| ----------------------------- | ------- |
| 31. kolovoza / 1. rujna 2019. |         |
| BŠK Zmaj – Kamen              | 0:2     |
| Hrvace – Sloga                | 4:3     |
| Jadran LP – Primorac          | 2:1     |
| Uskok – GOŠK Dubrovnik 1919   | 2:2     |
| Zadar – Split                 | 3:0     |
| Neretvanac – Neretva          | 1:1     |
| Zagora – Junak                | 0:1     |
| Urania – Vodice               | 3:3     |

| 2. kolo                     | 2. kolo |
| --------------------------- | ------- |
| 7./8. rujna 2019.           |         |
| Kamen – Vodice              | 5:2     |
| Junak – Urania              | 1:0     |
| Neretva – Zagora            | 0:1     |
| Split – Neretvanac          | 3:2     |
| GOŠK Dubrovnik 1919 – Zadar | 2:1     |
| Primorac – Uskok            | 1:0     |
| Sloga – Jadran LP           | 2:1     |
| BŠK Zmaj – Hrvace           | 1:1     |

| 3. kolo                          | 3. kolo |
| -------------------------------- | ------- |
| 14. rujna 2019.                  |         |
| Hrvace – Kamen                   | 3:1     |
| Jadran LP – BŠK Zmaj             | 2:1     |
| Uskok – Sloga                    | 1:2     |
| Zadar – Primorac                 | 3:0     |
| Neretvanac – GOŠK Dubrovnik 1919 | 1:1     |
| Zagora – Split                   | 1:1     |
| Urania – Neretva                 | 2:1     |
| Vodice – Junak                   | 0:3     |

| 4. kolo                      | 4. kolo |
| ---------------------------- | ------- |
| 17./18. rujna 2019.          |         |
| Kamen – Junak                | 2:2     |
| Neretva – Vodice             | 3:1     |
| Split – Urania               | 3:0     |
| GOŠK Dubrovnik 1919 – Zagora | 0:0     |
| Primorac – Neretvanac        | 3:3     |
| Sloga – Zadar                | 1:1     |
| BŠK Zmaj – Uskok             | 4:0     |
| Hrvace – Jadran LP           | 1:0     |

| 5. kolo                      | 5. kolo |
| ---------------------------- | ------- |
| 21./22. rujna 2019.          |         |
| Jadran LP – Kamen            | 2:2     |
| Uskok – Hrvace               | 5:2     |
| Zadar – BŠK Zmaj             | 1:1     |
| Neretvanac – Sloga           | 2:3     |
| Zagora – Primorac            | 0:2     |
| Urania – GOŠK Dubrovnik 1919 | 3:1     |
| Vodice – Split               | 2:1     |
| Junak – Neretva              | 3:1     |

| 6. kolo                      | 6. kolo |
| ---------------------------- | ------- |
| 28./29. rujna 2019.          |         |
| Kamen – Neretva              | 3:2     |
| Split – Junak                | 2:0     |
| GOŠK Dubrovnik 1919 – Vodice | 1:1     |
| Primorac – Urania            | 1:4     |
| Sloga – Zagora               | 1:0     |
| BŠK Zmaj – Neretvanac        | 4:3     |
| Hrvace – Zadar               | 2:2     |
| Jadran LP – Uskok            | 1:1     |

| 7. kolo                     | 7. kolo |
| --------------------------- | ------- |
| 5./6. listopada 2019.       |         |
| Uskok – Kamen               | 1:1     |
| Zadar – Jadran LP           | 2:0     |
| Neretvanac – Hrvace         | 2:2     |
| Zagora – BŠK Zmaj           | 6:0     |
| Urania – Sloga              | 2:0     |
| Vodice – Primorac           | 2:4     |
| Junak – GOŠK Dubrovnik 1919 | 1:0     |
| Neretva – Split             | 1:1     |

| 8. kolo                       | 8. kolo |
| ----------------------------- | ------- |
| 12. listopada 2019.           |         |
| Kamen – Split                 | 0:3     |
| GOŠK Dubrovnik 1919 – Neretva | 2:1     |
| Primorac – Junak              | 1:1     |
| Sloga – Vodice                | 4:0     |
| BŠK Zmaj – Urania             | 0:1     |
| Hrvace – Zagora               | 2:0     |
| Jadran LP – Neretvanac        | 4:0     |
| Uskok – Zadar                 | 1:1     |

| 9. kolo                     | 9. kolo |
| --------------------------- | ------- |
| 19./20. listopada 2019.     |         |
| Zadar – Kamen               | 2:1     |
| Neretvanac – Uskok          | 3:0     |
| Zagora – Jadran LP          | 4:1     |
| Urania – Hrvace             | 2:1     |
| Vodice – BŠK Zmaj           | 2:0     |
| Junak – Sloga               | 4:1     |
| Neretva – Primorac          | 1:3     |
| Split – GOŠK Dubrovnik 1919 | 4:2     |

| 10. kolo                    | 10. kolo |
| --------------------------- | -------- |
| 26./27. listopada 2019.     |          |
| Kamen – GOŠK Dubrovnik 1919 | 0:0      |
| Primorac – Split            | 1:3      |
| Sloga – Neretva             | 0:0      |
| BŠK Zmaj – Junak            | 2:3      |
| Hrvace – Vodice             | 2:1      |
| Jadran LP – Urania          | 3:0      |
| Uskok – Zagora              | 2:1      |
| Zadar – Neretvanac          | 2:1      |

| 11. kolo                       | 11. kolo |
| ------------------------------ | -------- |
| 2./3. studenog 2019.           |          |
| Neretvanac – Kamen             | 4:3      |
| Zagora – Zadar                 | 3:0      |
| Urania – Uskok                 | 2:3      |
| Vodice – Jadran LP             | 1:1      |
| Junak – Hrvace                 | 3:2      |
| Neretva – BŠK Zmaj             | 2:3      |
| Split – Sloga                  | 3:1      |
| GOŠK Dubrovnik 1919 – Primorac | 3:0      |

| 12. kolo                    | 12. kolo |
| --------------------------- | -------- |
| 9./10./19. studenog 2019.   |          |
| Kamen – Primorac            | 1:0      |
| Sloga – GOŠK Dubrovnik 1919 | 0:1      |
| BŠK Zmaj – Split            | 1:0      |
| Hrvace – Neretva            | 1:0      |
| Jadran LP – Junak           | 3:0      |
| Uskok – Vodice              | 4:0      |
| Zadar – Urania              | 1:4      |
| Neretvanac – Zagora         | 1:0      |

| 13. kolo                       | 13. kolo |
| ------------------------------ | -------- |
| 16./17./26. studenog 2019.     |          |
| Zagora – Kamen                 | 4:1      |
| Urania – Neretvanac            | 2:1      |
| Vodice – Zadar                 | 0:2      |
| Junak – Uskok                  | 2:2      |
| Neretva – Jadran LP            | 0:0      |
| Split – Hrvace                 | 1:2      |
| GOŠK Dubrovnik 1919 – BŠK Zmaj | 2:3      |
| Primorac – Sloga               | 1:2      |

| 14. kolo                     | 14. kolo |
| ---------------------------- | -------- |
| 23./24. studenog 2019.       |          |
| Kamen – Sloga                | 1:0      |
| BŠK Zmaj – Primorac          | 0:1      |
| Hrvace – GOŠK Dubrovnik 1919 | 4:0      |
| Jadran LP – Split            | 1:1      |
| Uskok – Neretva              | 4:3      |
| Zadar – Junak                | 3:0      |
| Neretvanac – Vodice          | 4:1      |
| Zagora – Urania              | 2:0      |

| 15. kolo                         | 15. kolo |
| -------------------------------- | -------- |
| 30. studenog / 1. prosinca 2019. |          |
| Urania – Kamen                   | 2:2      |
| Vodice – Zagora                  | 1:0      |
| Junak – Neretvanac               | 4:2      |
| Neretva – Zadar                  | 2:2      |
| Split – Uskok                    | 5:1      |
| GOŠK Dubrovnik 1919 – Jadran LP  | 1:0      |
| Primorac – Hrvace                | 4:1      |
| Sloga – BŠK Zmaj                 | 5:3      |

| 16. kolo                    | 16. kolo |
| --------------------------- | -------- |
| 22./23. veljače 2020.       |          |
| Kamen – BŠK Zmaj            | 4:1      |
| Sloga – Hrvace              | 2:2      |
| Primorac – Jadran LP        | 1:3      |
| GOŠK Dubrovnik 1919 – Uskok | 1:0      |
| Splita – Zadar              | 4:1      |
| Neretva – Neretvanac        | 1:2      |
| Junak – Zagora              | 3:1      |
| Vodice – Urania             | 1:0      |

| 17. kolo                      | 17. kolo |
| ----------------------------- | -------- |
| 29. veljače / 1. ožujka 2020. |          |
| Vodice – Kamen                | 3:1      |
| Urania – Junak                | 1:1      |
| Zagora – Neretva              | 2:1      |
| Neretvanac – Split            | 2:1      |
| Zadar – GOŠK Dubrovnik 1919   | 2:3      |
| Uskok – Primorac              | 3:0      |
| Jadran LP – Sloga             | 2:0      |
| Hrvace – BŠK Zmaj             | 1:1      |

| 18. kolo                         | 18. kolo |
| -------------------------------- | -------- |
| 7./8. ožujka 2020.               |          |
| Kamen – Hrvace                   | 2:0      |
| BŠK Zmaj – Jadran LP             | 0:1      |
| Sloga – Uskok                    | 1:0      |
| Primorac – Zadar                 | 0:0      |
| GOŠK Dubrovnik 1919 – Neretvanac | 2:0      |
| Split – Zagora                   | 2:1      |
| Neretva – Urania                 | 2:0      |
| Junak – Vodice                   | 1:1      |

Utakmice od 19. do 30. kola su otkazane.

## Najbolji strijelci
Izvori:
Strijelci 10 i više pogodatka: 
| 14 golova - Mario Marović (Sloga) 11 golova - Juan Manuel Varea (Kamen) |

Ažurirano: 22. svibnja 2020. 

## Vanjske poveznice
- hns-cff.hr, 3. HNL Jug
- hns-cff.hr, Središte Split
- facebook.com, 3. HNL Jug